# Borostyánkői Mátyás
Borostyánkői Mátyás (született Baldauf Mátyás, Borostyánkő, 1873. január 10. – Budapest, 1937. október 6.) vendéglős, a budapesti Mátyás-pince alapítója.

## Élete

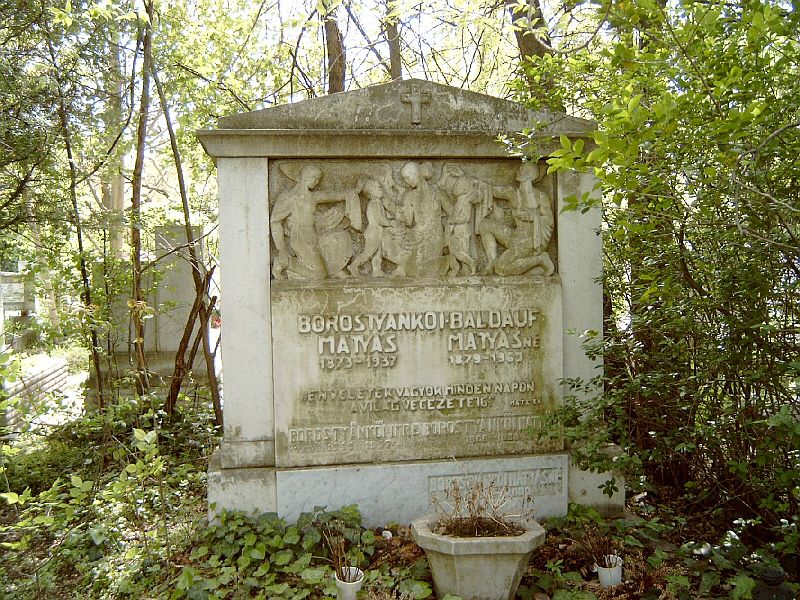
Borostyánkői Baldauf Mátyás sírja Budapesten. Új köztemető: 29/3-1-42K. Pásztor János alkotása

Felsőlövőn, Grazban és Bécsben volt mészáros és pincér. 1896-ban a Budapest krisztinavárosi Zöldfa, ezután a régi belvárosi (Sebestyén utcai) Kis Piszkos vendéglőben dolgozott, utóbbit 1900-tól bérelte. Az Eskü téri bérház Kéményseprő utcai oldalán nyitotta meg a Mátyás-pincét (1904. január 30-án), majd 1914-ben hozzácsatolta a szomszédos házban levő sörözőt. Bérelte a MÁV-kolónia többszázszemélyes éttermét (1909–1912), amivel a Mátyás-pince részére is szerzett vendégeket, pl. az Acélhenger Dalárda tagjait.
Tíz évvel a nyitás után avatta fel a Zenetermet. Az alapítás 25. évfordulóján, a Mátyás-pincét új helyiségekkel bővítette: kialakították a Jubileumi- és a Halásztermet. 1937-ben egy teljes belsőépítészeti átalakításra került sor. Törzsvendégei javaslatára Baldauf Mátyás egyik legnépszerűbb uralkodónk, Mátyás király életének eseményeit választotta a Dávid Károly építész és Haranghy Jenő festőművész közreműködésével elkészült, gyönyörű freskók és ólomüvegablakok motívumaként. (Ezek rekonstrukcióját Bozó Gyula vezetésével 1971-ben végezték el.)
Híres, ismert személyiségek voltak az elmúlt száz évben vendégei az étteremnek: Karinthy Frigyes, Krúdy Gyula, Móricz Zsigmond, Honthy Hanna, Szent-Györgyi Albert. Járt itt Richard Nixon amerikai és François Mitterrand francia elnök is.
Unokája, Borostyánkői Mátyás építész az Ipari Épülettervező Vállalat volt igazgatója.
A rákoskeresztúri Új köztemetőben nyugszik, síremléke, Pásztor János alkotása, a Kerepesi temetőből került át ide.